# Истмомисы
Истмомисы (лат. Isthmomys) — род млекопитающих из подсемейства неотомовых хомяков (Neotominae), обитающий в Центральной Америке. Известны два вида.

## Описание
Длина тела истмомисов — 15—20 сантиметров, длина хвоста от 16 до 21 сантиметра. Мех на спине и боках окрашен в желто-коричневые или красно-коричневые тона, живот и лапы белые.

## Распространение и места обитания
Эти грызуны встречаются только в Панаме и на крайнем северо-западе Колумбии. Они обитают в горных лесах на высоте от 800 до 1600 метров. Они преимущественно наземные жители и прокладывают проторённые дороги. Они строят гнезда, в которых растят и своих детенышей. В остальном об их образе жизни мало, что известно.

## Систематика
Род Isthmomys признан независимым родом Wühler (Cricetidae), где он классифицируется в трибе Reithrodontomyini в подсемействе Neotominae. Первое научное описание принадлежит двум зоологам Эммету Т. Хуперу и Гаю Массеру, которые в 1964 году выделили этот род из рода белоногих хомячков (Peromyscus). Они близко родственны белоногим хомячкам, и иногда Isthmomys рассматривают в качестве подрода рода Peromyscus. Выявленные различия заключаются в основном в морфологии полового члена.
Известны два вида:
- Жёлтый хомячок (Isthmomys flavidus)[3] обитает на западе Панамы и имеет желтую шерсть.
- Пиррийский хомячок (Isthmomys pirrensis)[3] встречается в восточной части Панамы и прилегающих районах Колумбии. Этот вид имеет тёмный красновато-коричневый мех.

Оба вида не находятся под угрозой исчезновения согласно МСОП, но, возможно, эта информация устарела.